# 5433 Kairen
Az 5433 Kairen (ideiglenes jelöléssel 1988 VZ2) a Naprendszer kisbolygóövében található aszteroida. T. Kojima fedezte fel 1988. november 10-én.